# سامسونج جالكسي وين
سامسونج جالاكسي وين (بالإنجليزية: Samsung Galaxy Win)‏ هو هاتف ذكي من إلكترونيات سامسونج ضمن سلسلة سامسونج جالاكسي يعمل بنظام أندرويد، تم طرحه في الأسواق في 20 مايو 2013.

## الخصائص
- نظام التشغيل: أندرويد
- الكاميرا الأمامية: 0.3 ميجابكسل
- الكاميرا الخلفية: 5 ميجابكسل
- الوزن: 144 غ (5.1 أونصة)
- المعالج: 1.2 جيجا هرتز رباعي النواة
- الذاكرة: 1 جيجابايت
- التخزين: 8 جيجابايت